# 398-й танковий полк (СРСР)
398-й танковий Ужгородський Червонопрапорний орденів Богдана Хмельницького та Олександра Невського полк — військове формування Сухопутних військ Радянської армії, яке існувало у 1944—1992 роках і дислокувалося в Ужгороді. Полк входив до складу 128-ї гвардійської мотострілецької дивізії.

## Історія
Полк створено у січні 1944 р. в с. Богданівка Павлоградського району Дніпропетровської області на базі 3-го танкового батальйону 140-ї танкової бригади як 875-й самохідний артилерійський полк, який увійшов до складу 19-го гвардійського танкового Червонопрапорного корпусу. Бойове хрещення полк отримав у боях за визволення Криму у квітні—травні 1944 року.
На початку серпня 1944-го полк виводиться із підпорядкування 19-го танкового корпусу, переходить у розпорядження командувача 4-го Українського фронту, бере участь у звільненні Яремчі, Мукачевого, Ужгорода, словацьких Кошиці, Пряшева, Бардієва, чеського Оломоуця та польського Бельсько-Бяла.
За відмінні бойові дії, виявлені в бою за Ужгород, полку було присвоєно почесне звання «Ужгородський» (наказ ВГК № 207 від 27.10.1944 р.).
За звільнення міст Кошиці та Пряшева полк нагороджено орденом Бойового Червоного Прапора (наказ ВГК № 234 від 20.01.1945 р.), за Бельсько-Бялу — орденом Богдана Хмельницького (наказ ВГК № 275 від 12.02.1945 р.), за звільнення м. Оломоуц — орденом Олександра Невського (наказ ВГК № 365 від 08.05.1945 р.).
Бойовий шлях 875-й самохідний артилерійський полк закінчив під Прагою. Полк 11 разів відзначався подякою в наказах Верховного головнокомандувача. По війні полк був розформований на 662-й та 661-й окремі самохідні артилерійські дивізіони. 661-й увійшов до складу 128-ї гвардійської гірськострілецької дивізії з регаліями 875-го самохідного артилерійського полку.
1 серпня 1949 року 661-й окремий самохідний аартилерійський дивізіон був переформований у 398-й танково-самохідний Ужгородський Червонопрапорний орденів Богдана Хмельницького та Олександра Невського полк.
У листопаді 1950 року 398-й танково-самохідний полк став 398-м танковим полком зі збереженням почесного найменування та бойових нагород.
Переформований 1 грудня 2004 р. на 16-й окремий танковий Ужгородський Червонопрапорний орденів Богдана Хмельницького та Олександра Невського батальйон. Розформовано в 2012 році.